# Front populaire uni du Népal

Drapeau du Parti communiste du Népal

Le Front populaire uni du Népal – en népalais : संयुक्त जनमोर्चा नेपाल – était le front électoral du Parti communiste du Népal (Centre d'unité), fondé en 1991.
Le parti était couramment appelé, dans les médias népalais de langue anglaise et au niveau international, par son nom népalais romanisé : Sanyukta Janamorcha Nepal.
En 2002, il fusionne dans le nouveau parti Front populaire du Népal.